# Сербское Поморье
Сербское Поморье или Приморье (серб. Српско поморје или приморје) — название области в средней и южной Далмации, входившей в IX—XV веках в состав сербских княжеств и Боснии.
Простиралось к югу от реки Цетины на севере до современной Албании на юге, за исключением Дубровника. Впоследствии территории Поморья находились под властью Венеции, Османской и Австрийской империй, в период существования Югославии вошли в состав Хорватии, Черногории, а также Боснии и Герцеговины (община Неум).

## Название
Название области фигурирует под названиями: Поморье, Поморские земли, Поморская земля, Приморье, Приморские земли. Сербские земли в государстве Неманичей делились на две категории: загорские и поморские. В поморские земли входила Зета, Хум и Травуния с Конавлем, а в загорские — Рашка, Босния и остальные. В XIII веке полный титул правителей Сербии, в котором перечислялись приморские земли: Зета, Хум, Далмация и Травуния, был заменён на краткий титул, в котором эти земли обозначались одним термином — Поморские земли. В грамоте титул короля звучал как «Я, грешный Стефан, венчанный король, наместник  господин всех сербских земель и Диоклеи и Далмации и Травунии и Хумской земли», при этом в подписи стояла титулатура «Стефан, по милости божией венчанный король и самодержец всех сербских земель и поморских».

Слово «Поморье» присутствовало в титулах правителей Сербии и Боснии. Так например, сербский король Стефан Радослав в XIII веке титуловал себя как «король Сербии и Поморья». Царь Стефан Душан носил титул «самодержца сербов и греков, Поморья и Западных стран». Хотя в титуле Душана, как было доказано профессором Диничем, «Поморье» означало не старые земли Неманичей, а новые, завоёванные у Византии. В других грамотах Душана встречается словосочетание «приморская земля». После пресечения царской династии Неманичей боснийский бан Твртко I в 1377 году венчался в сербском монастыре Милешева у гроба святого Саввы как «король сербов, Боснии, Поморья и Западных стран». В грамоте короля Твртка I Дубровнику от 10 апреля 1378 года говорится: 
И пришёл я в земли Поморские, и я прибыл здесь к славному и добропочтенному городу Дубровнику…
Слово «Поморье» было в большей мере характерно для церковнославянского языка, в то время как «Приморье» — для народного языка. В Боснии термин «поморье», обозначавший сербские земли, был постепенно заменён на «приморье». Титул боснийского короля Степана Дабиши (1392—1398) звучал как «Стефан Дабиша, по милости его божьства краль срьблемь, Босни и приморью».

## История
Поморские земли
 в составе Сербии в конце XII в. и Боснии в конце XIV в.
Далмация была заселена славянами в VI веке, при этом на её севере и в центральной части поселились хорваты, а на юге — сербы. Археологические данные свидетельствуют о заселении сербами территории Дукли и Травунии с конца VI века. Ряд городов этого побережья в VII—X веках находился под властью Византии, население в них говорило на латинском языке.
С IX века в южной Далмации к юго-востоку от реки Цетины существовали сербские княжества Дукля, Травуния, Захумье и Пагания, которые были отделены друг от друга горными хребтами. С конца IX века на этих территориях преобладало западное христианство, в то время как в континентальных районах, в том числе в Рашке, — восточное. По решению церковного собора в Сплите, состоявшемуся в 925 году при участии захумского князя, Захумье перешло под Сплитскую архиепископию Римской церкви. Центр сербской государственности долгое время перемещался из приморских районов вглубь материка и наоборот. Дукля, с XI—XII веков называвшаяся Зетой, вместе с Травунией и Захумьем в IX—X веках периодически управлялись жупанами из Рашки, при этом оставаясь политически обособленными. В 1018 году приморские области вместе с остальными сербскими землями отошли к Византии.
Некоторой самостоятельностью в управлении обладали приморские города Котор, Будва, Бар, Скадар, Улцинь и другие. В этих давно романизированных городах население говорило преимущественно на латыни, постепенная славянизация в этих городах началась только в X—XI веках. А завершилась только в XII веке. О существовании одной из приморских земель — Дукли сообщает Летопись попа Дуклянина. Какое-то время Дукля объединяла под своей властью все сербские земли, включая Зету, Травунию, Захумье, Рашку и Боснию. Однако после смерти дуклянского короля Константина Бо́дина единое государство распалось.
При сербском князе Стефане Немане предпринималась попытка захватить Дубровник, однако она потерпела неудачу и в 1186 году с городом был заключён мирный договор. Наиболее тесные связи с внутренними районами Сербии поддерживал приморский город Котор. В 1366 году Зета отделилась от сербского государства. В XV веке после продолжительной войны с Венецией было потеряно всё Зетское приморье, включая города Котор, Скадар, Леш и Улцинь и район Паштровичи. В 1333 году будущий сербский царь Душан продал Дубровницкой республике полуостров Стонский Рат, в 1398 году к республике отошли области Конавле и Приморье, а в 1410 году она заполучила острова Корчула, Брач и Хвар.
Степан Котроманич в XIV веке присоединил к Боснийскому государству Хум — побережье от Омиша до Дубровника. Во время правления венгерского короля Людовика Великого часть Хума между реками Неретвой и Детиной находилась под властью Венгрии. После смерти Людовика Босния вернула себе Хум, а также Котор и некоторые другие земли. В XV веке приморские земли какое-то время входили в состав герцогства Святого Саввы.

### Дальнейшая судьба
После завоевания Балкан турками в XV веке территории поморских земель находились под властью Венеции и Османской империи. С 1809 по 1815 год — в составе Иллирийских провинций. После этого они были включены в империю Габсбургов — в составе так называемого Королевства Далмации. Официальным языком Далмации считался итальянский язык. Согласно плану по воссозданию сербского государства «Начертание», составленного И. Гарашаниным в 1844 году, Сербия должна была получить выход к Адриатическому морю через присоединение Черногории и северной Албании. В Югославии эти территории входили в состав Приморской и Зетской бановин, которые в 1939 году вошли в состав единой Хорватии в виде Хорватской бановины. После Второй мировой войны оказались в республиках Хорватии, Черногории, а также Боснии и Герцеговины (район города Неума).

## Архитектурное наследие
Из сохранившихся православных церквей Средневековья: церковь святого Михаила в Стоне на территории Хорватии и остатки церкви святых Петра и Павла рядом с Требинем в Боснии и Герцеговине. В Которе, входившем в состав Зеты и Сербского государства с X века по 1371 год, сохранились католические церкви того времени, в том числе собор Святого Трифона начала XII—XIV веков (частично перестроен в XVII—XVIII веках), церкви святого Луки 1195 год, святого Михаила середины XII—XIV веков с фресками XIV века, святой Марии 1221 года, святого Павла 1266 года.

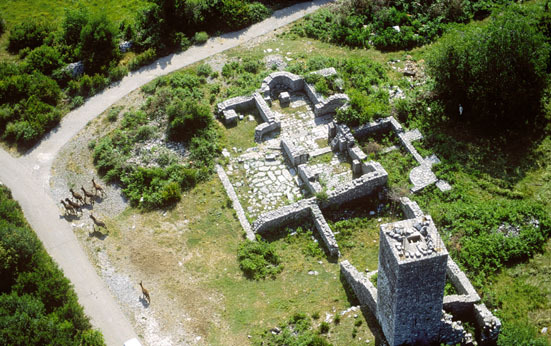
Остатки монастыря XI века «Пречистая Краинская[серб.]»
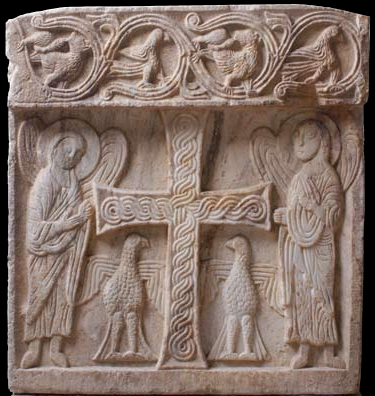
Плита XI века церкви св. Фомы[серб.]
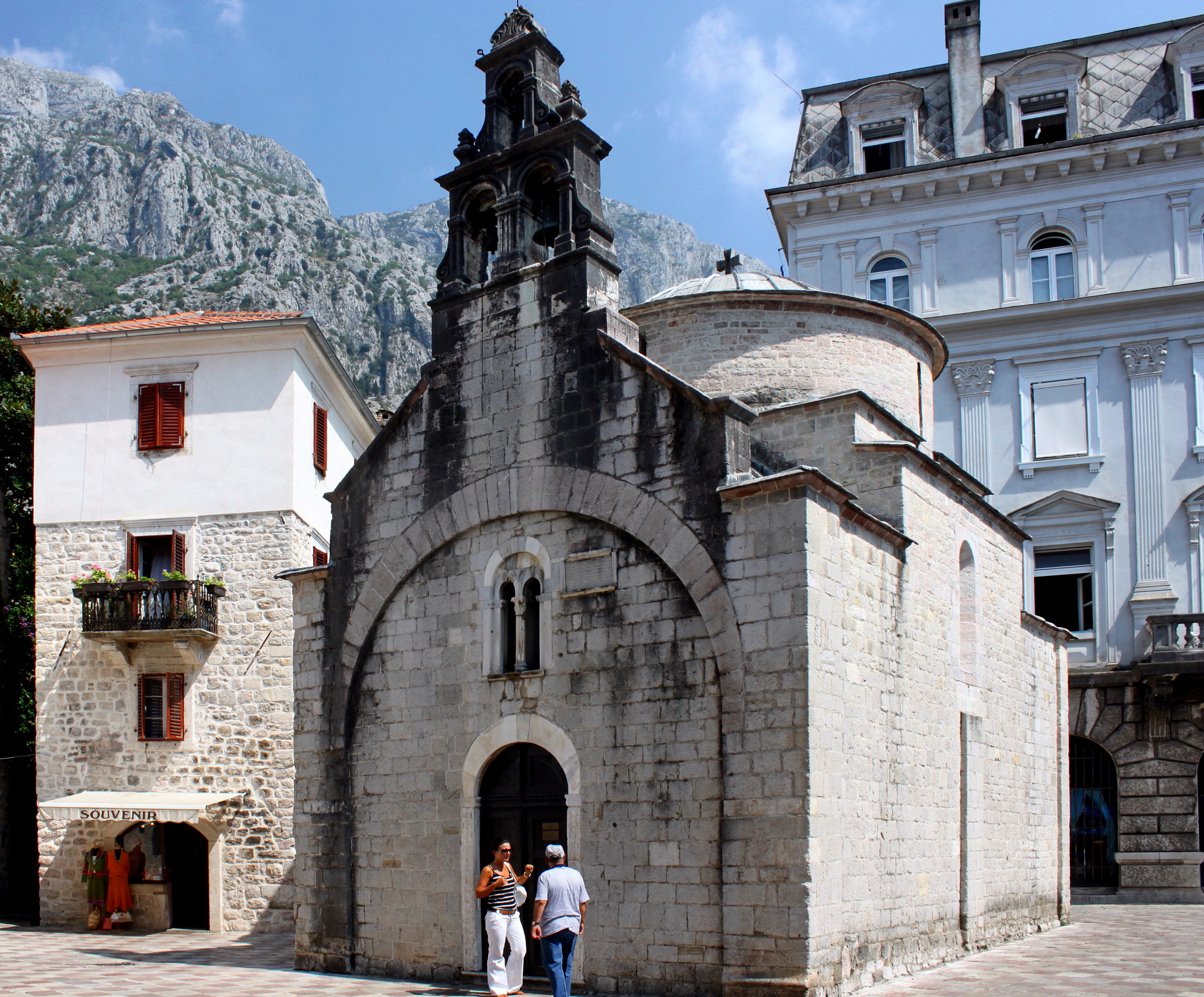
Церковь св. Луки в Которе XII века
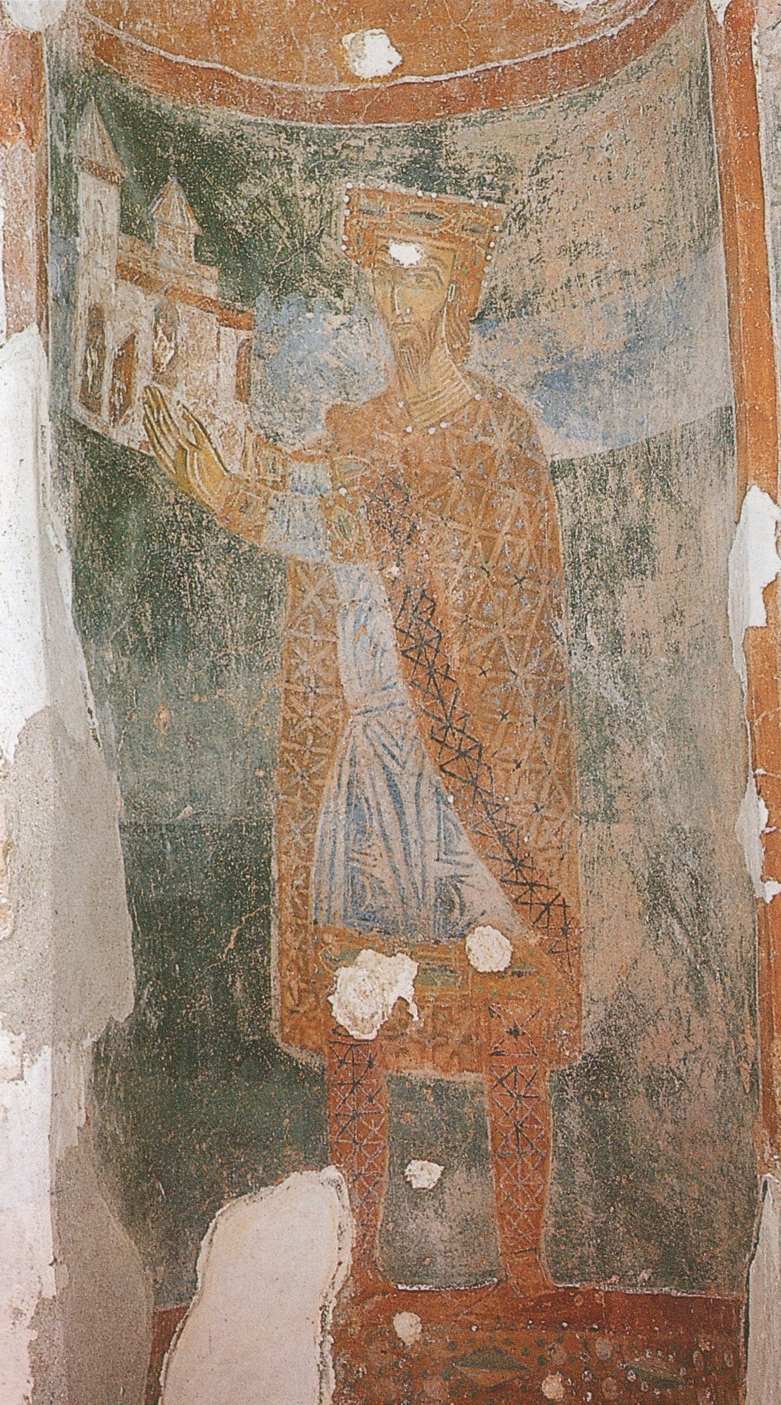
Фреска Михаила I в Стонской церкви[серб.]